# Broaddus
Broaddus – miasto w Stanach Zjednoczonych, w stanie Teksas, w hrabstwie San Augustine.